# Ludolf von Schwanebeck
Ludolf von Schwanebeck war Domherr von Magdeburg. Seine Wahl zum Bischof von Brandenburg wurde vom Papst nicht bestätigt. Er gehörte dem Prämonstratenserorden an.

## Leben
1196 wurde Ludolf von Schwanebeck als Laie urkundlich erstmals genannt. Von 1200 bis 1203 war er Domherr von Magdeburg. Er war Elekt von Brandenburg ab 1220. Nach dem Tod des Bischofs Siegfried II. wurde er vom Brandenburger Kapitel zum Bischof gewählt. Er wurde jedoch vom Papst genauso wenig als Bischof bestätigt wie der vom Leitzkauer Kapitel aufgestellte Wichmann von Arnstein. Stattdessen wurde in der Nachfolge Siegfried II. 1222 Gernand von Brandenburg zum Bischof ernannt. Ludolf war vom 30. Januar 1225 bis zum 4. Juni 1232 Scholastikus von Mainz. Als Domherr von Magdeburg wurde Ludolf zuletzt im Jahr 1241 urkundlich erwähnt.

## Quelle
- Personendatenbank zu Germania-sacra, abgerufen am 29. Juni 2017.
- Germania-sacra, abgerufen am 29. Juni 2017.